# Mecistogaster amalia
Mecistogaster amalia é uma espécie de libelinha da família Pseudostigmatidae.
É endémica do Brasil.
Os seus habitats naturais são: florestas subtropicais ou tropicais húmidas de baixa altitude.
Está ameaçada por perda de habitat.